# Giovanni Hernández
Giovanni Hernández, mit vollständigem Namen Giovanni Andrés Hernández Soto, (* 17. Juni 1976 in Cali) ist ein ehemaliger kolumbianischer Fußballspieler und -trainer. Der offensive Mittelfeldspieler wurde mit der Nationalmannschaft Kolumbiens Sieger der Copa América 2001.

## Karriere

### Verein
Giovanni Hernández begann seine Karriere im Alter von 17 Jahren bei Once Caldas. Mit seinem ersten Gehalt kaufte der offensive Mittelfeldspieler eine Wohnung für seine Familie. 1995 wechselte Hernández zu América de Cali, mit dem er bei der Copa Libertadores 1996 bis ins Finale kam, dort aber den beiden Finalspielen gegen River Plate mit 1:2 im Gesamtergebnis verlor. Nach dem Turnier wechselte er Mitte 1996 zu Independiente Medellín, 2000 dann zu Deportivo Cali. In seiner Geburtsstadt war er erst Ergänzungsspieler, wurde aber nach erfolgreichen Einwechslungen Startelfspieler.
Mitte 2003 ging Hernández zum argentinischen Klub CA Colón. Bei seinem Debüt in der 1. Runde der Copa Sudamericana 2003 erzielte er beim 3:1-Erfolg über Vélez Sarsfield einen Treffer per Freistoß und bereitete einen weiteren Treffer vor. Anfang 2007 wechselte Hernández zum chilenischen Klub CSD Colo-Colo, bei dem er den nach Europa abgewanderten Matías Fernández ersetzen sollte. Mit den Albos gewann Hernández die Meisterschaften der Apertura 2007 und Clausura 2007, bei denen er sieben bzw. sechs Ligatore erzielte. Nach der Saison wollte der Klub das Engagement des Kolumbianers verlängern, jedoch konnten sich beide Parteien nicht auf einen neuen Vertrag einigen.
Hernández kehrte nach Kolumbien zurück und schloss sich Atlético Junior mit einem Dreijahresvertrag an. Der Klub aus Barranquilla war nach schlechten Ergebnissen der beiden Vorjahre stark abstiegsgefährdet und spielte auch eine schlechte Apertura 2008, kam jedoch in der Finalización 2008 auf den zweiten Platz der Ligaphase, der für die Finalrunde qualifizierte, und vermied somit den Abstieg. Durch neue Spielerverpflichtungen schaffte Junior wieder den Sprung zu den Topteams des Landes und wurde schließlich in der Apertura 2010 und der Finalización 2011 kolumbianischer Meister. Auf dem Weg zum Titel der Finalización 2011 gewann Junior nach der 0:3-Hinspielniederlage gegen die Millonarios FC das Rückspiel ebenfalls mit 3:0 und setzte sich im Elfmeterschießen mit 5:4, bei dem Hernández den ersten Elfmeter getroffen hatte, durch. Auch das Finale gegen Once Caldas ging ins Elfmeterschießen, bei dem Hernández traf. Seinen 2012 auslaufenden wollte er um zwei weitere Jahre verlängern, doch der Klub bot ihm nur ein weiteres Jahr an.
Daraufhin wechselte Hernández zu Independiente Medellín, für das er schon in den 1990er Jahren gespielt hatte. Mitte 2014 verließ er Medellín wieder und wechselte zur Finalización 2014 zu Aufsteiger Uniautónoma FC. Am Ende der Saison beendete Hernández seine Karriere im Alter von 38 Jahren, auch wenn er gern noch weitergemacht hätte.

### Nationalmannschaft
Das Debüt in der Nationalmannschaft gab Giovanni Hernández im Dezember 1995 beim Freundschaftsspiel gegen Brasilien. Danach wurde er selten berücksichtigt. Erst bei der Copa América 2001 spielte Hernández sein erstes Turnier. Bei der Südamerikameisterschaft im eigenen Land gewann der 1,72 m große Spielmacher mit Kolumbien das Turnier souverän ohne Gegentor. Hernández stand als Stammspieler in allen sechs Spielen in der Startelf und erzielte beim 3:0-Erfolg über Peru im Viertelfinale den zwischenzeitlichen 2:0-Treffer.
Durch den Sieg in der Copa América qualifizierte sich Kolumbien für den FIFA-Konföderationen-Pokal 2003, bei dem Kolumbien Vierter wurde. Hernández erzielte in den Gruppenspielen gegen Neuseeland und Japan sowie im Spiel um Platz 3 gegen die Türkei jeweils ein Tor.
Bei den Qualifikationsspielen zu den Weltmeisterschaften 2002, 2006 und 2010 absolvierte der offensive Mittelfeldspieler zwei (2002) bzw. sieben Partien (2006 und 2010), jedoch qualifizierte sich Kolumbien für keines der Endturniere. Das letzte Länderspiel absolvierte Hernández im November 2010 beim 1:1-Unentschieden im Freundschaftsspiel gegen Peru.

### Trainer
Giovanni Hernández begann seine Karriere als Trainer 2015 beim Uniautónoma FC, bei dem er zuvor seine aktive Karriere beendete hatte. 2016 wurde Hernández Trainer von Real Cartagena. Für die Finalización 2016 übernahm Hernández Atlético Junior, schaffte jedoch nicht den Einzug in die Finalrunde der besten acht Teams und schied zudem in der im Viertelfinale der Copa Sudamericana 2016 gegen Brasiliens Vertreter Chapecoense, dessen Team später auf dem Flug zum Finalhinspiel verunglückte, aus. In der Copa Colombia 2016 schaffte Junior den Finaleinzug, verlor dort aber gegen Atlético Nacional. Wenige Tage nach dem verlorenen Finale trennte sich der Klub von Hernández. 2018 wurde Hernández Trainer des Zweitligisten Atlético FC. Nach der 1:3-Niederlage gegen den Llaneros FC im April 2022 attackierte der Trainer seine Spieler heftig und warf ihnen Charakterlosigkeit vor. Ende 2023 verließ er den Verein.

## Erfolge
América de Cali
- Finalist der Copa Libertadores: 1996

Colo-Colo
- Chilenischer Meister: 2007-A, 2007-C

Atlético Junior
- Kolumbianischer Meister: 2010-A, 2011-F

Kolumbien
- Copa-América-Sieger: 2001